# Grubenunglück

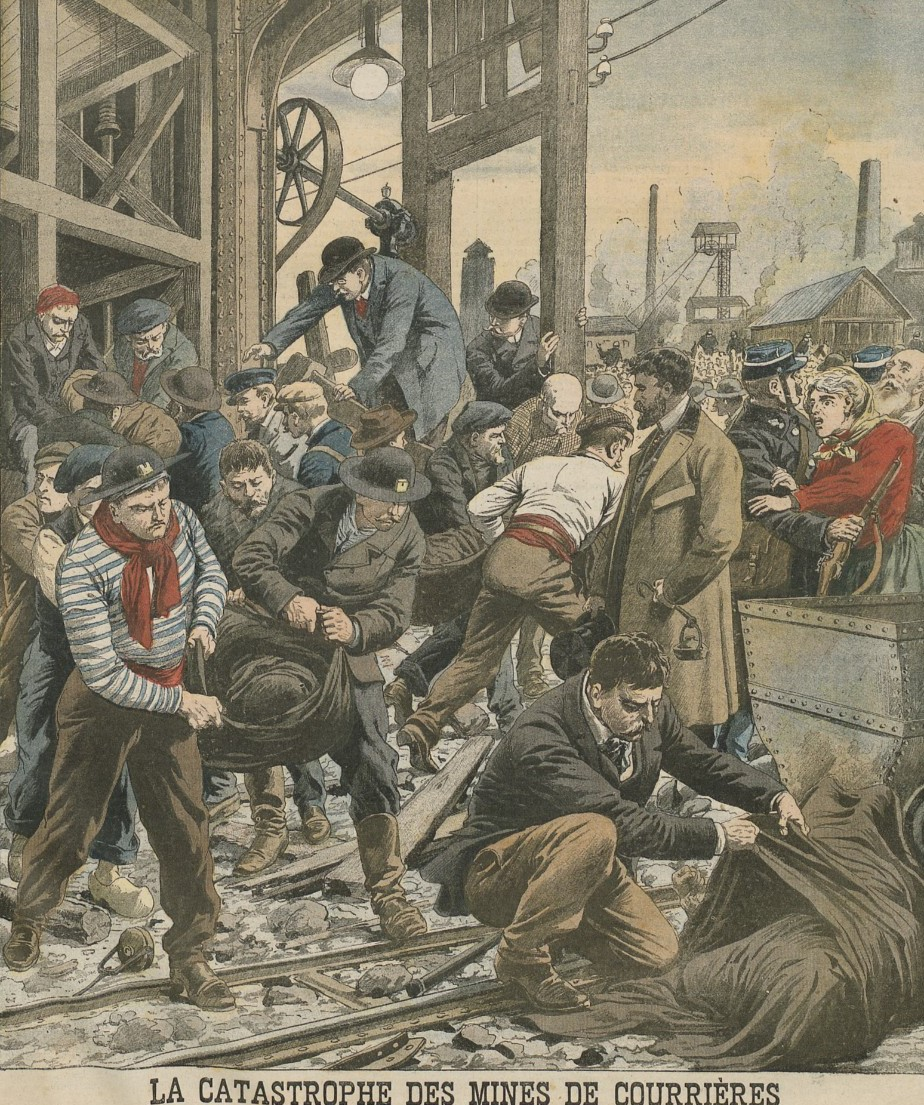
Bergung der Toten nach dem Grubenunglück von Courrières am 10. März 1906 (1099 Tote)

Ein Grubenunglück ist ein Unfall, der sich beim Bergbau ereignet.

## Allgemeines
Zur Definition eines Grubenunglückes gibt es bislang in der Literatur keine einheitlichen Aussagen. Evelyn Kroker hat im Standardwerk zu Grubenunglücken im deutschsprachigen Raum, in Anlehnung an Richtlinien des Oberbergamtes Dortmund, Grubenunglücke erfasst, bei denen zwei oder mehr Menschen ums Leben kamen und/oder drei oder mehr Personen vom gleichen Ereignis betroffen waren. Nach Krokers Definition zählen auch Unfälle, die sich nicht direkt beim Abbau, sondern in vor- und nachgelagerten Bereichen (z. B. beim Transport) stattfinden, sofern sie sich innerhalb des Bergwerksareals ereignen, zu Grubenunglücken.
Angehörige der Grubenwehr, speziell ausgebildete Bergleute, retten und bergen verunglückte und tote Bergleute.

## Arten von Grubenunglücken
Je nach Art des Gesteins und der geförderten Bodenschätze sind verschiedene Typen von Grubenunglücken möglich.
In Kohlebergwerken kann es zu Kohlenstaub- und Schlagwetterexplosionen sowie zu Kohlebränden kommen. Innerhalb der Grubenunglücke zeichnen sich Kohlenstaub- und Schlagwetterexplosionen bis in die heutige Zeit durch eine vergleichsweise hohe Opferzahl aus.
Andere Formen von Grubenunglücken, die in allen Arten von Bergwerken auftreten können, sind Wassereinbrüche und Gasausbrüche. Zudem können durch einstürzende Grubenbaue Bergleute verschüttet werden. Außerdem kann Infolge von Instabilitäten des Deckgebirges ein Bergschlag ausgelöst werden.

## Situation in China
Das historisch wahrscheinlich schwerste Grubenunglück ereignete sich am 26. April 1942 im Bergwerk Benxihu (China), als nach einer Explosion mit anschließendem Brand offiziellen Angaben zufolge 1549 Bergleute starben.
In der jüngeren Vergangenheit ereigneten sich in den chinesischen (Kohle-)Bergwerken aufgrund der unzureichenden Ausstattung, schlecht ausgebildeten Arbeiter und geringen Investitionen in neue Abbau- und Sicherheitstechnologien die weltweit häufigsten tödlichen Grubenunglücke. Offizielle Stellen beziffern die Zahl der verunglückten Bergleute für 2005 auf 5986 und für 2007 auf 3786 Kumpel. Inoffiziell wird von weitaus mehr Opfern ausgegangen. Zwischen 1992 und 2002 kamen in China 59.543 Bergleute bei Grubenunglücken ums Leben. Man schätzt, dass etwa 600.000 Bergarbeiter in mehreren zehntausend – größtenteils illegalen – Kleinstzechen tätig sind. In diesen kleinen Betrieben gab es im Jahr 2000 nach offiziellen Angaben 17 Todesopfer, in den größeren staatlichen Bergwerken 2 Todesopfer pro einer Million Tonnen geförderter Kohle.

## Europa
Das schwerste Unglück auf dem europäischen Kontinent war am 10. März 1906 im Bergwerk von Courrières im nordfranzösischen Département Pas-de-Calais und forderte 1099 Tote.
In Europa zählen die ukrainischen Kohlebergwerke zu den gefährlichsten. Hier forderten Grubenunglücke zwischen 1991 und 2002 mindestens 3.700 Todesopfer.

## Deutschland
Die schwersten Grubenunglücke in Deutschland ereigneten sich auf
- der Zeche Monopol Schacht Grimberg 3/4 in Bergkamen (20. Februar 1946) mit mindestens 402 Toten,
- der Zeche Radbod in Bockum-Hövel (12. November 1908) mit mindestens 339 Toten,
- der Grube Luisenthal in Völklingen (7. Februar 1962) mit 299 Toten,
- dem Freiherrlich von Burgker Steinkohlen- und Eisenhüttenwerke in Freital (2. August 1869) mit mindestens 269 Toten                                          (Schlagwetterexplosion im Segen-Gottes- und Neuhoffnungsschacht),
- der Grube Anna in Alsdorf (21. Oktober 1930) mit mindestens 262 Toten,
- der Rubengrube in Neurode (10. Mai 1941) mit mindestens 186 Toten,
- der Grube Camphausen in Quierschied (17. März 1885) mit mindestens 172 Toten,
- der Zeche Sachsen in Hamm (3. April 1944) mit mindestens 169 Toten,
- der Wenzelsgrube in Hausdorf (9. Juli 1930) mit 151 Toten,
- der Grube Reden in Schiffweiler (28. Januar 1907) mit mindestens 149 Toten,
- der Heinitzgrube in Beuthen O.S. (31. Januar 1923) mit 145 Toten,
- der Zeche Minister Stein in Dortmund (11. Februar 1925) mit mindestens 131 Toten,
- dem Karl-Marx-Werk in Zwickau (22. Februar 1960) mit 123 Toten (Grubenunglück von Zwickau 1960),
- der Zeche Carolinenglück in Bochum (17. Februar 1898) mit mindestens 115 Toten,
- der Zeche Lothringen 1/2 in Bochum (8. August 1912) mit mindestens 112 Toten,
- der Zeche Monopol Schacht Grimberg 3/4 in Bergkamen (11. September 1944) mit 107 Toten,
- der Cleophasgrube in Kattowitz-Zalenze (3. März 1896) mit 104 Toten,
- dem Braunkohlebergwerk in Fohnsdorf (Österreich, zu dieser Zeit zum Großdeutschen Reich gehörend) (6. August 1943) mit mindestens 102 Toten,
- der Neuen Fundgrube in Lugau (1. Juli 1867) mit 101 Toten,
- dem Rammelsberg in Goslar (1376) mit über 100 Toten.

Bei vielen der Unglücke schwanken die Zahlen der Todesopfer. Bis auf die Bergwerke Rammelsberg (Erz) und Fohnsdorf (Braunkohle) handelt es sich bei allen Bergwerken um Steinkohlebergwerke. Der größte Teil der Unglücke waren Schlagwetter- und Kohlenstaubexplosion, auch das in Fohnsdorf.

## Künstlerische Rezeption
- In dem Roman Germinal und den Verfilmungen gibt es am Ende der Story einen Schachteinbruch durch Sabotage. Von den verschüttet ausharrenden Bergmännern und Frauen überleben zwei Hauptfiguren nicht.
- Schlagende Wetter von 1923 ist ein naturalistischer Stummfilm, der eine Dreiecksgeschichte vor dem Hintergrund einer genauen Milieustudie im Bergwerksmilieu erzählt. Höhepunkt ist die Rettung von zwei der Hauptfiguren nach einer Verschüttung nach mehreren Tagen.
- Der Film „Die Tapferen weinen nicht“ (The Brave don’t Cry) von 1952 verarbeitet das Grubenunglück von New Cumnock von 1950.[9]
- Die Fernsehserie Rote Erde aus den 1980er zeigt die Geschichte einer fiktiven Zeche mit Bergarbeitersiedlung im Ruhrgebiet vom Ende des 18. Jahrhunderts über etwa 70 Jahren. Verschiedene Grubenunglücke sind ein Teil der Handlung.
- Das Wunder von Lengede (2003) ist ein deutscher zweiteiliger Fernsehfilm von 2003. Der Spielfilm basiert auf den Ereignissen rund um das Grubenunglück von Lengede im Jahr 1963.
- 69 Tage Hoffnung, ein 2015 produzierter amerikanisch-chilenischer Katastrophenfilm, der das Grubenunglück von San José vom August 2010 zum Thema hat.